# Caterham (automerk)

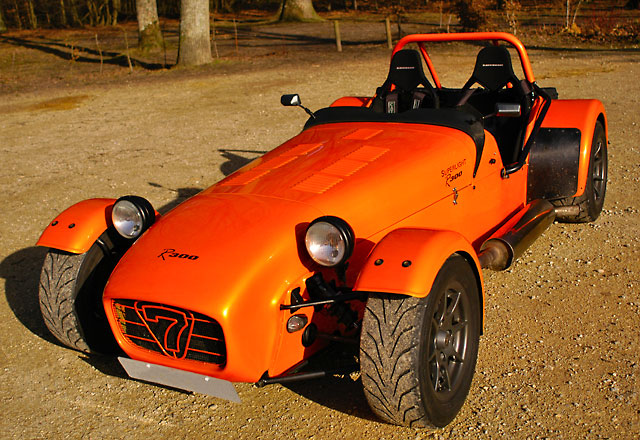
Caterham R300 Superlight

Caterham is een producent van lichtgewicht sportauto's die gebaseerd zijn op de Lotus Seven. Deze auto's zijn ontworpen om zo licht mogelijk te zijn, zodat een maximale prestatie op het circuit of openbare weg haalbaar is. Hierdoor zijn de prestaties goed en is de prijs redelijk. De meeste modellen zijn ook leverbaar als kitcar. De fabrikant heeft een sterke band met de autosport.

## Historie
Lotus begon in 1957 met het bouwen van de Seven, naar een ontwerp van Anthony Colin Bruce Chapman, de oprichter van Lotus Cars. Het basisidee achter de Seven was dat men beter het gewicht van een sportauto kon verlagen in plaats van het vermogen te vergroten. Een groter motorvermogen zorgde tevens voor een zwaardere constructie, zwaardere remmen en dergelijke. Door het gewicht te verlagen ontstond een wendbare auto met een gunstige gewicht/vermogenverhouding. Tevens zorgde deze opvatting voor een gunstigere prijsstelling. Het ontwerp sloeg aan omdat het een goedkope en snelle sportwagen was. De Seven werd doorontwikkeld door Lotus Cars tot in de jaren zeventig de verkopen afnamen en de auto niet meer aan de moderne standaarden voldeed.
Caterham was in de jaren zestig een Lotusdealer in het plaatsje Caterham in Surrey. In 1973 kocht deze Lotusdealer de rechten voor de Lotus 7. De Seven was een dusdanig succesvol ontwerp, dat vele andere fabrikanten afgeleide modellen maakten (en nog steeds maken) op basis van dezelfde filosofie. Denk hierbij aan Westfield en het Nederlandse Donkervoort. De laatste heeft het model verder doorontwikkeld, terwijl Caterham trouw is gebleven aan de 'oer'-Seven. Caterham heeft wel vele variaties gemaakt op basis van deze Seven. De uitdaging is om steeds de balans te vinden tussen laag gewicht, meer vermogen en, de hanteerbaarheid van dat vermogen. In 2010 was de Caterham R500 Ultralight de snelste auto in het autoprogramma van het BBC-programma Top Gear, waarbij The Stig auto's aan de tand voelt op een standaardcircuit.
Caterham heeft in 2011 een nieuw model toegevoegd aan het modellengamma dat gedomineerd wordt door de variaties van de Seven. Het betreft de SP/300.R die in samenwerking met de raceautobouwer Lola is ontwikkeld.

## Academy
Caterham is zeer succesvol in de motorsport. Aan de basis van dit succes ligt de Caterham Academy. Hierbij kunnen aankomende coureurs deelnemen in een competitie met identieke Caterham-sportwagens. Ieder jaar promoveren deze coureurs naar een hogere Caterham-klasse (lees: snellere Caterham-auto's). Op deze wijze wordt autoracen heel toegankelijk en betaalbaar. Aangezien alle auto's exact gelijk zijn, is de eventuele winst puur gebaseerd op de eigen stuurmanskunsten. In Engeland is deze vorm van racen uiterst populair en zijn er wachtlijsten voor deelname. In Nederland is een poging gewaagd, maar is de competitie na vier jaar gestaakt.

## Formule 1 en GP2
Inmiddels begint Caterham serieuze vormen als autofabrikant aan te nemen. Het bedrijf neemt met een team deel aan de Formule 1-competitie onder de vlag van Caterham Model CT01. Deze wagen is voorzien van een V8-motor van Renault.
In Formule 1-seizoen 2012 reden Heikki Kovalainen en Vitali Petrov, beide coureurs met een uitgebreide ervaring in de Formule 1 binnen het team van Renault voor Caterham.
In seizoen 2013 waren Charles Pic en Giedo van der Garde de coureurs.

## Uitvoeringen
|                    | Classic | Roadsport | Superlight | R300 | R400 | R500 | CSR |
| ------------------ | ------- | --------- | ---------- | ---- | ---- | ---- | --- |
| Vermogen (pk)      | 105     | 125       | 150        | 175  | 210  | 263  | 200 |
| 0-100 km/h         | 6,5     | 5,9       | 4,7        | 4,5  | 3,8  | 2,88 | 3,7 |
| Topsnelheid (km/h) | 176     | 179       | 200        | 224  | 224  | 240  | 248 |
| Gewicht (kg)       | 525     | 550       | 515        | 515  | 515  | 506  | 575 |